# Stylocometes digitatus
Stylocometes, Stylocometidae
Famille
Genre
Espèce
Stylocometes digitatus, unique représentant du genre Stylocometes et de la famille des Stylocometidae, est une espèce de Ciliés de la classe des Kinetofragminophora et de l’ordre des Suctorida.

## Étymologie
Le nom de Stylocometes est dérivé du grec στυλοσ  / stylos, « colonne », et de κομήτης / komítis, « chevelu » (« comète » en grec moderne), en référence à la forme et à la disposition des tentacules de ce cilié. 

## Description
Stylocometes est de taille moyenne (jusqu'à 110 μm de diamètre). Son corps est hémisphérique à conique, et sa surface basale est circulaire à elliptique ; plate ou légèrement convexe ; parfois plus discoïde. Il y a un anneau adhésif étroit au centre de la surface basale, qui correspond probablement à la plaque basale de l'organisme.
La face apicale est généralement criblée de tentacules modérément longs, en forme de doigt et non pourvue de boutons terminaux, qui représentent les excroissances terminales des bras du protiste. Moins fréquemment, les tentacules se limitent à une partie apicale de la face supérieure, délimitée par un sillon annulaire. Le macronoyau a une forme variant entre ovale et rubané, parfois quelque peu tortueux. Il y a une vacuole contractile marginale.

## Biologie
Stylocometes est un parasite des branchies du crustacé Asellus aquaticus, et des tiges d’Ophrydium versatile (cilié de la famille des Ophrydiidae).

## Systématique
Le nom valide complet (avec auteur) de ce taxon est Stylocometes digitatus (Stein, 1859) Stein, 1867.
L'espèce a été initialement classée dans le genre Acineta sous le protonyme Acineta digitata Stein, 1859.
Stylocometes digitatus a pour synonymes :
- Acineta digitata Stein, 1859
- Trichophrya digitata (Stein, 1859) C & L

Certains auteurs ne reconnaissent pas la famille des Stylocometidae et classent Stylocometes dans les Dendrocometidae.